# 수원 청련암 산신도
수원 청련암 산신도(水原 靑蓮庵 山神圖)는 대한민국 경기도 수원시 장안구에 있는 조선시대의 산신도이다. 2009년 5월 21일 경기도의 문화재자료 제149호로 지정되었다.

## 개요
산신도는 19세기 후반에 제작된 작품이다. 이 그림은 설채법 및 구도 등에서 19세기 후반 불교회화를 잘 반영하고 있다. 특히 조선후기 민화와의 유사성 등은 회화사 연구에 중요한 단서를 제공할 수 있는 작품이다.

## 참고 자료
- 수원 청련암 산신도 - 국가유산청 국가유산포털